# Cry to Me
Cry to Me è una canzone scritta da Bert Berns e originariamente cantata da Solomon Burke nel 1962, che raggiunse la quinta posizione della classifica statunitense.
La canzone è stata oggetto di cover più volte, la prima delle quali è stata eseguita da Betty Harris e raggiunse la decima posizione della classifica nel settembre del 1963.
Nel 1964 venne incisa in italiano da Iva Zanicchi, con il testo italiano scritto da Francesco Specchia, con il titolo Come ti vorrei e in uno stile più blues.
Nel 1965 la canzone è stata reinterpretata dai Rolling Stones che la inserirono nel loro album Out of Our Heads, e sempre nello stesso anno ne è stata registrata un'altra versione dal gruppo musicale Pretty Things.
Tom Petty ne fece una sua interpretazione slow-tempo dal vivo durante l'evento No Nukes nel 1979 poi inserita nel rispettivo triplo album che ne seguì.
Nel 1980 fu registrata una nuova versione da Eric Burdon, inserita nell'album Darkness Darkness, mentre nel 1993 in Italia fu registrata un'altra versione da Antonella Tersigni, interpretata all'interno del programma televisivo Non è la RAI da Ambra Angiolini e pubblicata nella compilation Non è la Rai 2. L'anno successivo, sempre nell'ambito della medesima trasmissione, è stata incisa una cover della versione in italiano, Come ti vorrei, da Michela Resi, ed è stata interpretata da Micaela Milano.
Il brano è stato inoltre inserito nella colonna sonora del film Dirty Dancing - Balli proibiti, del 1987 e in quella del film Operazione U.N.C.L.E., del 2015.